# Cantone di Mantes-la-Ville
Il Cantone di Mantes-la-Ville era una divisione amministrativa dell'Arrondissement di Mantes-la-Jolie.
È stato soppresso a seguito della riforma complessiva dei cantoni del 2014, che è entrata in vigore con le elezioni dipartimentali del 2015, confluendo nel Cantone di Mantes-la-Jolie.
Comprendeva i comuni di:
- Buchelay
- Magnanville
- Mantes-la-Ville
- Rosny-sur-Seine